# Seymour (Connecticut)
Seymour è un comune di 16 144 abitanti degli Stati Uniti d'America, situato nella Contea di New Haven nello Stato del Connecticut.